# Subsecretaría de Defensa (España)
La Subsecretaría de Defensa (SUBDEF) de España es la Subsecretaría del Ministerio de Defensa, órgano directivo al que le corresponde la dirección, planificación, impulso y gestión de la política de personal, de reclutamiento, de enseñanza, de desarrollo profesional, sanitaria y de patrimonio cultural.

## Historia
Al igual que ocurre con el ministerio de Defensa, la subsecretaría de Defensa también ha variado con el tiempo. Su creación en el ámbito de guerra se remonta a abril de 1820, con el entonces brigadier Antonio Remón Zarco del Valle y Huet como primer subsecretario de Guerra, en el ámbito de marina a José Baldasano y Ros como primer subsecretario de Marina el 23 de octubre de 1846 y a Ángel Pastor Velasco como primer subsecretario del Aire el 8 de septiembre de 1936.
La actual subsecretaría data de la reforma de 1977, cuando se crea el actual Ministerio de Defensa que absorbe los Ministerios de Guerra, Marina y Aire y este cargo asume las competencias de las subsecretarías de dichos ministerios.

## Estructura orgánica
Dependen de la Subsecretaría de Defensa los siguientes órganos directivos:
- La Secretaría General Técnica (SEGENTE).
- La Dirección General de Personal (DIGENPER).
- La Dirección General de Reclutamiento y Enseñanza Militar (DIGEREM).
- La Asesoría Jurídica General de la Defensa (ASEJUGEDEF).
- La Intervención General de la Defensa (IGD).
- La Inspección General de Sanidad de la Defensa (IGESAN).

- La Subdirección General de Régimen Interior, a la que le corresponde la gestión del régimen interior, los servicios generales, el registro, la seguridad del órgano central y los servicios de prevención de riesgos laborales que le atribuyan las normas vigentes en el ámbito del Ministerio de Defensa.
- La Subdirección General de Servicios Económicos y Pagadurías, a la que le corresponde la ejecución y seguimiento del presupuesto, la contratación y gestión económica de los recursos asignados, así como la responsabilidad sobre las cajas pagadoras pertenecientes a la Subsecretaría, las nóminas del personal y la pagaduría de haberes. Le corresponde también elaborar la planificación económica en el ámbito de las competencias de la Subsecretaría, así como la elaboración del presupuesto del servicio presupuestario «Ministerio y Subsecretaría», incluido el capítulo correspondiente a los gastos de personal del Departamento; todo ello se integrará en la planificación y en el presupuesto que elabore la Dirección General de Asuntos Económicos. Asimismo, proporcionará el asesoramiento en estas materias a los órganos directivos a los que presta apoyo.
- El Gabinete Técnico, como órgano de apoyo, asesoramiento y asistencia inmediata. Su director es un oficial general u oficial, con nivel orgánico de subdirector general.

### Organismos adscritos
- El Instituto Social de las Fuerzas Armadas (ISFAS).
- El Arzobispado General Castrense.
- El Consejo de Personal de las Fuerzas Armadas.
- Las Delegaciones de Defensa en las comunidades autónomas y en las Ciudades de Ceuta y Melilla dependen orgánicamente de la Subsecretaría del Ministerio de Defensa.
- El Establecimiento Penitenciario Militar de Alcalá de Henares está adscrito a la Subsecretaría de Defensa, con dependencia orgánica de la Secretaría General Técnica. El apoyo logístico que no pueda ser prestado por la Subsecretaría, será facilitado por la cadena logística de cada ejército.
- El Consejo Superior del Deporte Militar (CSDM).
- El Observatorio Militar para la Igualdad entre mujeres y hombres en las Fuerzas Armadas.[5]

## Subsecretarios
El actual titular de la Subsecretaría de Defensa es Doña Adoración Mateos Tejada desde el 11 de mayo de 2022.
Al subsecretario le corresponde la inspección, por medio de las Subdirecciones Generales de Personal Militar, de Ordenación y Política de Enseñanza y de Reclutamiento y de la Inspección General de Sanidad de la Defensa.

## Presupuesto
La Subsecretaría del Ministerio de Defensa tiene un presupuesto asignado de 6 322 874 860 € para el año 2023. De acuerdo con los Presupuestos Generales del Estado para 2023, la SUBDEF participa en once programas:
| Nº Programa                                      | Programa                                                                                                   | Dotación        | Ref.   |
| ------------------------------------------------ | --- | --------------- | ------ |
| 121M                                             | Administración y Servicios Generales de Defensa                                                            | 1 871 889 420 € | [ 7 ]  |
| 121N                                             | Formación del Personal de las Fuerzas Armadas                                                              | 455 383 310 €   | [ 8 ]  |
| 121O                                             | Personal en reserva                                                                                        | 579 999 370 €   | [ 9 ]  |
| 122M                                             | Gastos Operativos de las Fuerzas Armadas                                                                   | 1 749 938 690 € | [ 10 ] |
| 122N                                             | Apoyo Logístico                                                                                            | 643 096 120 €   | [ 11 ] |
| 222M                                             | Prestaciones económicas del Mutualismo Administrativo a través del Instituto Social de las Fuerzas Armadas | 78 544 210 €    | [ 12 ] |
| 312A                                             | Asistencia hospitalaria en las Fuerzas Armadas                                                             | 178 236 750 €   | [ 13 ] |
| 312E                                             | Asistencia sanitaria del Mutualismo Administrativo a través del Instituto Social de las Fuerzas Armadas    | 758 956 870 €   | [ 14 ] |
| 464A                                             | Investigación y estudios de las Fuerzas Armadas                                                            | 5 793 080 €     | [ 15 ] |
| 931P                                             | Control interno y Contabilidad Pública                                                                     | 62 130 €        | [ 16 ] |
| 000X                                             | Transferencias internas a través del Instituto Social de las Fuerzas Armadas                               | 974 910 €       | [ 17 ] |
| Total presupuesto de la Subsecretaría de Defensa | Total presupuesto de la Subsecretaría de Defensa                                                           | 6 322 874 860 € |        |